# 青顶水库
青顶水库是中国吉林省通化市辉南县境内的一座水库，位于辉发河支流蛤蚂河上，建于1972年。水库正常库容为890万立方米，集雨面积为109平方千米，海拔为352米。